# Domaine Galitsine de Trostianets
Le palais Galitzine est un ensemble patrimonial d’intérêt national de l'Ukraine. Il se trouve à Trostianets au 14, 16, 20 rue Myru.

## Historique
Ce domaine fut donné en 1720, par Pierre Ier, à Tymofi Nadarjinski, un premier bâtiment fut élevé en 1762. Le domaine appartenait à Sophia Korsakov qui épousait Vassil Galitsine qui étendait le domaine. En 1874, le riche entrepreneur Leopold Koenig achetait le domaine, il faisait aussi construire une sucrerie en la ville. Confisqué lors de la révolution, il devint un jardin d'enfants avant de tomber en ruines. Il fut restauré et le musée local s'y installait, actuellement un musée du chocolat, une galerie d'art ainsi qu'un musée des traditions locales.
En 1864, pendant l'été, Tchaïkovski était invité par le prince Galitsine et composait l'Orage en ce domaine.

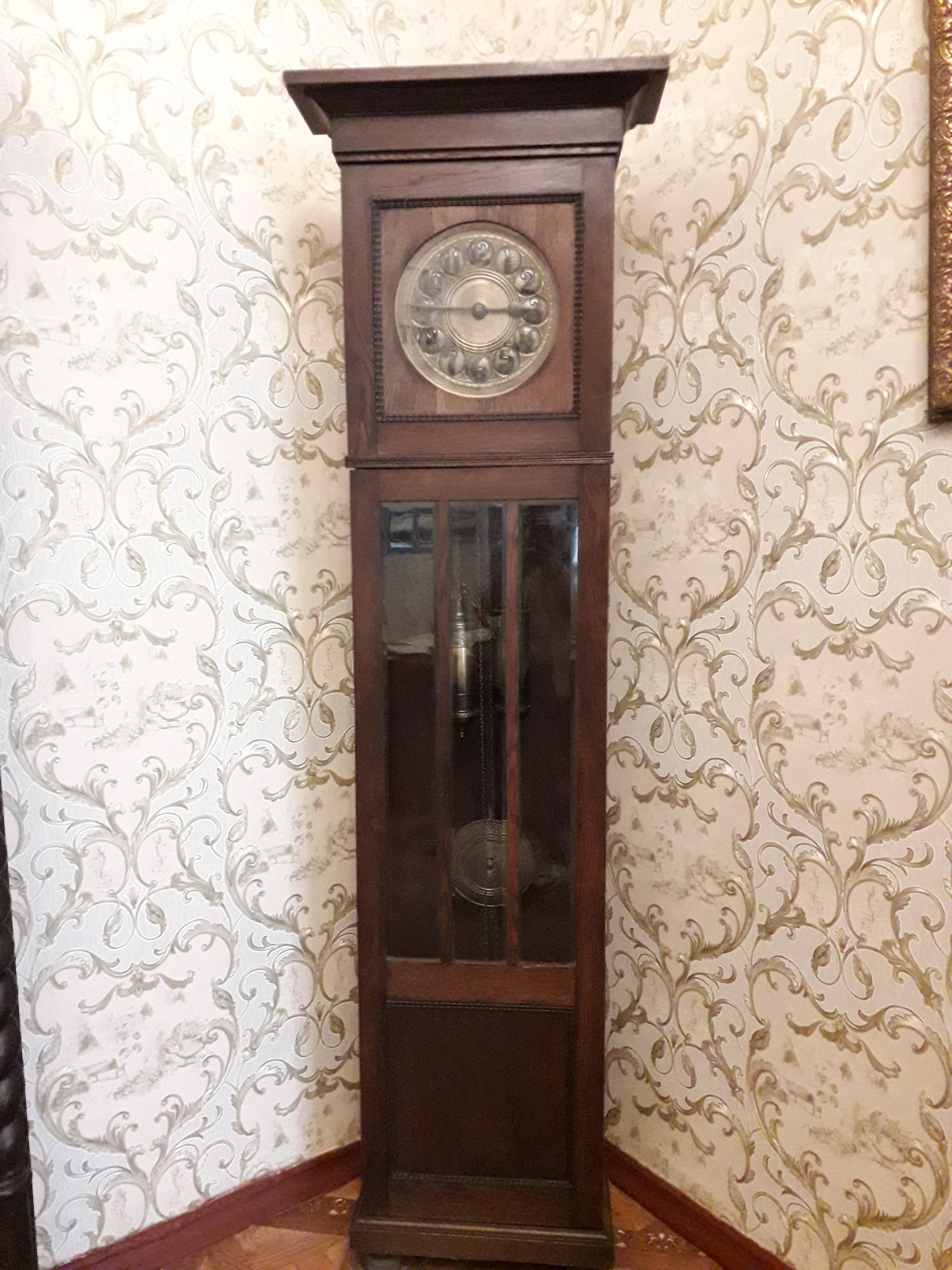
intérieur
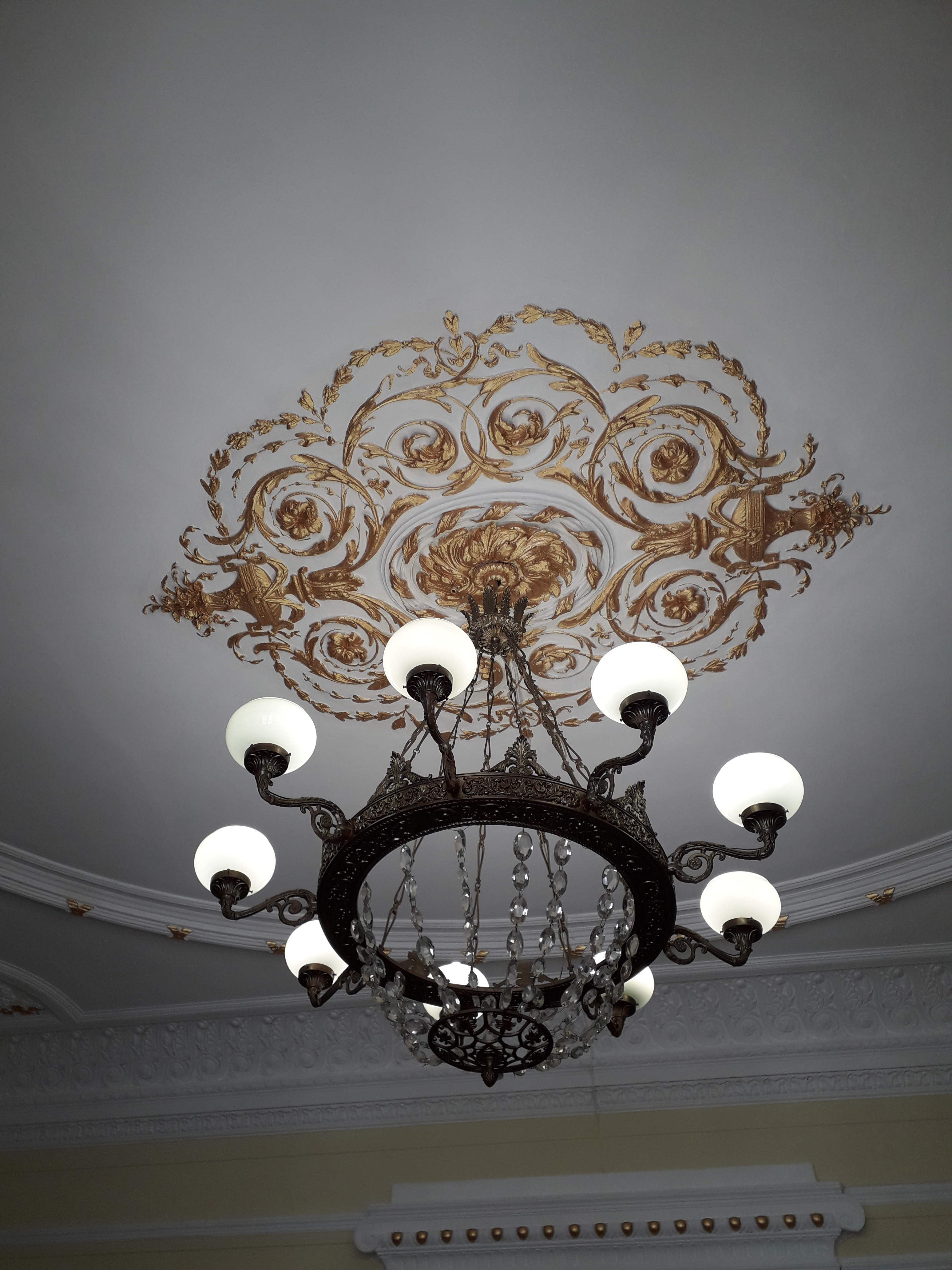
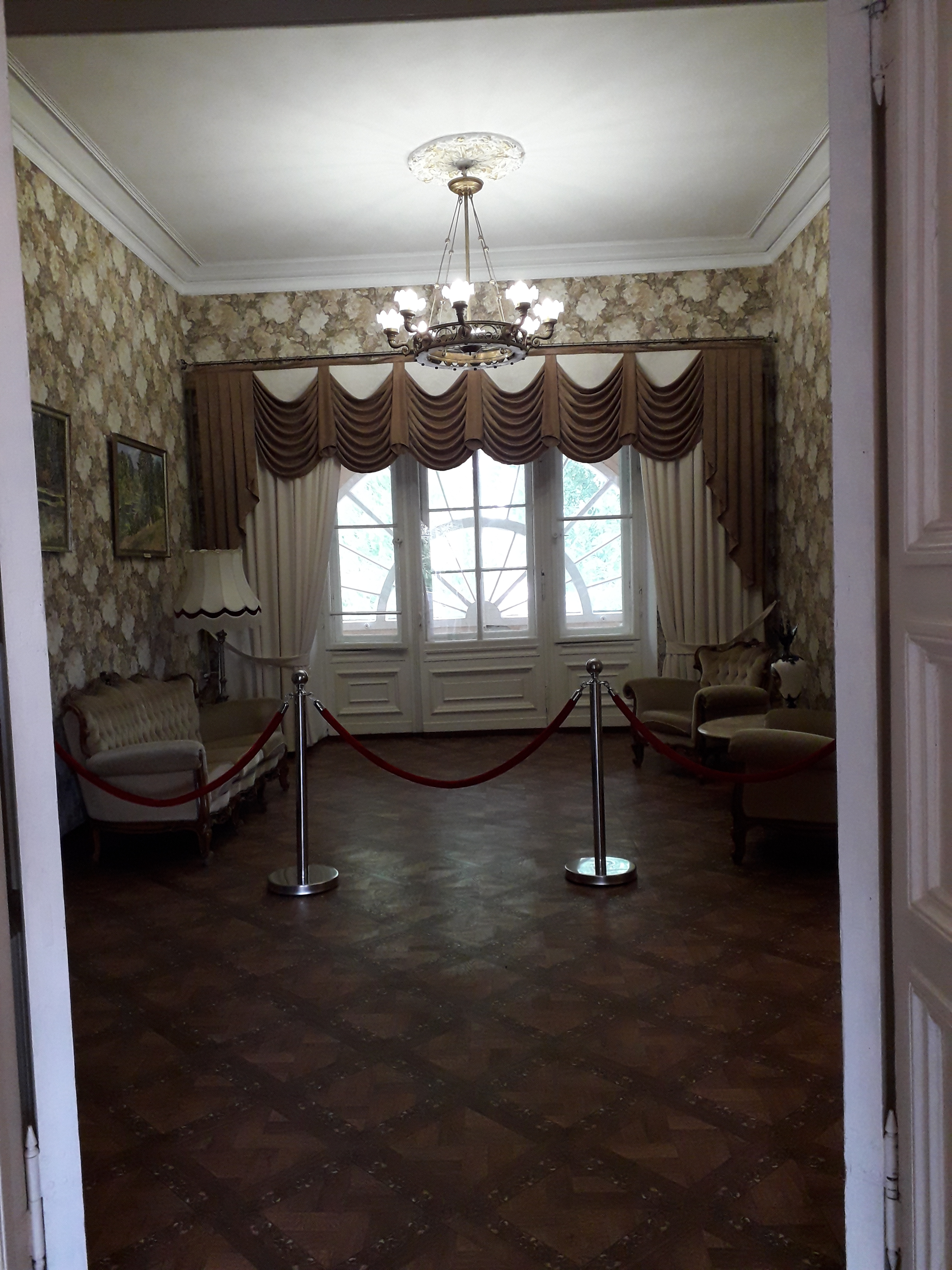
salle
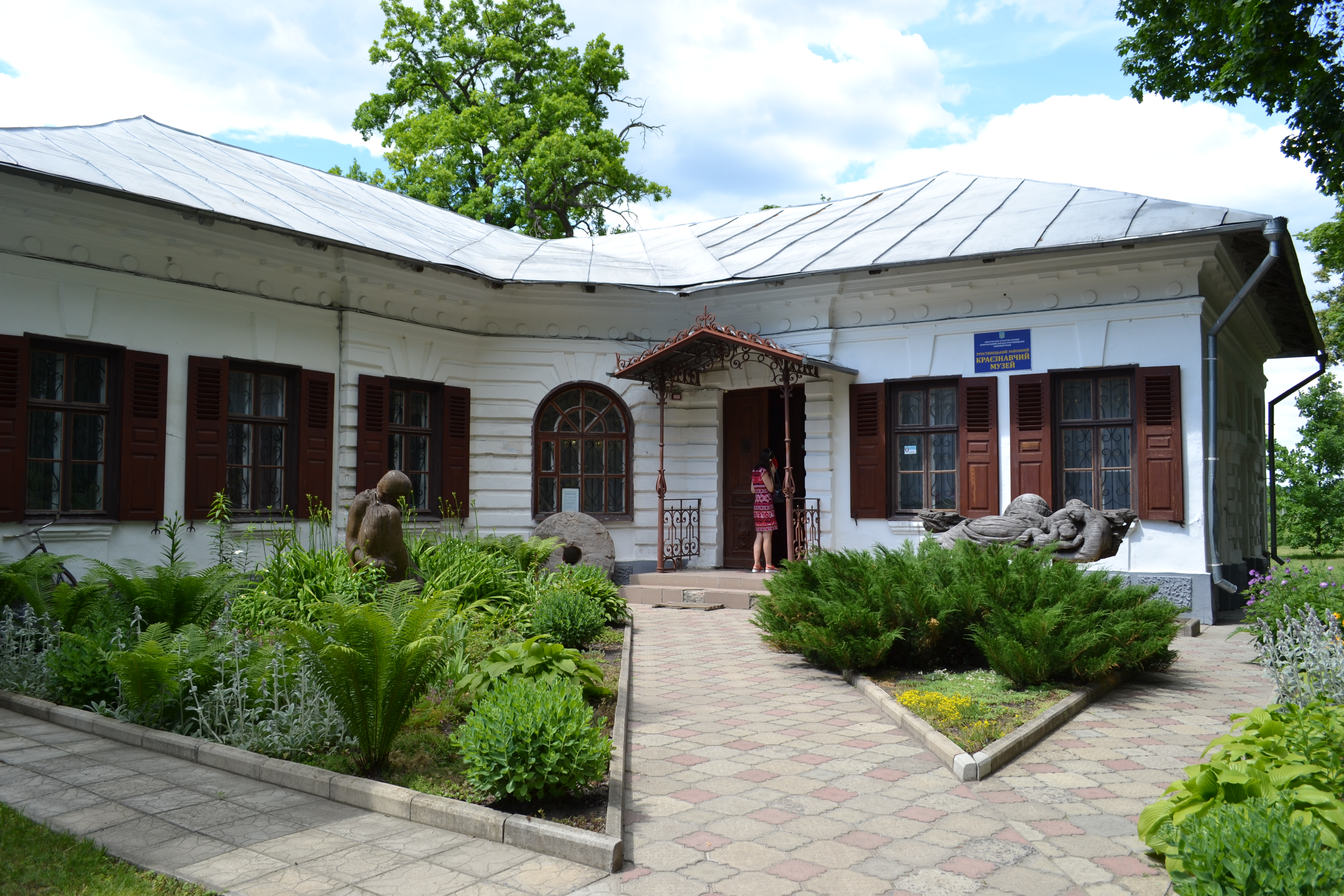
cour
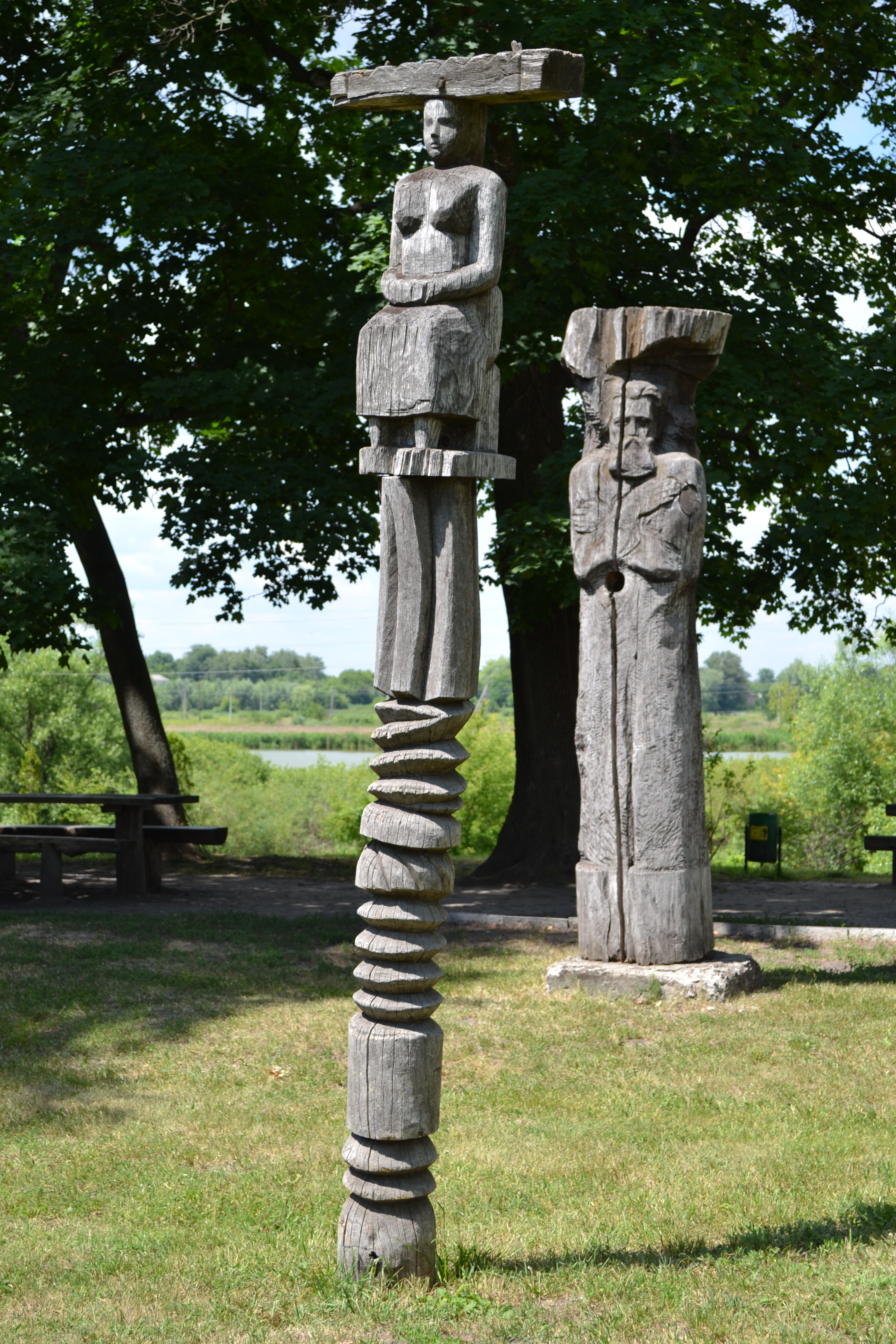
et
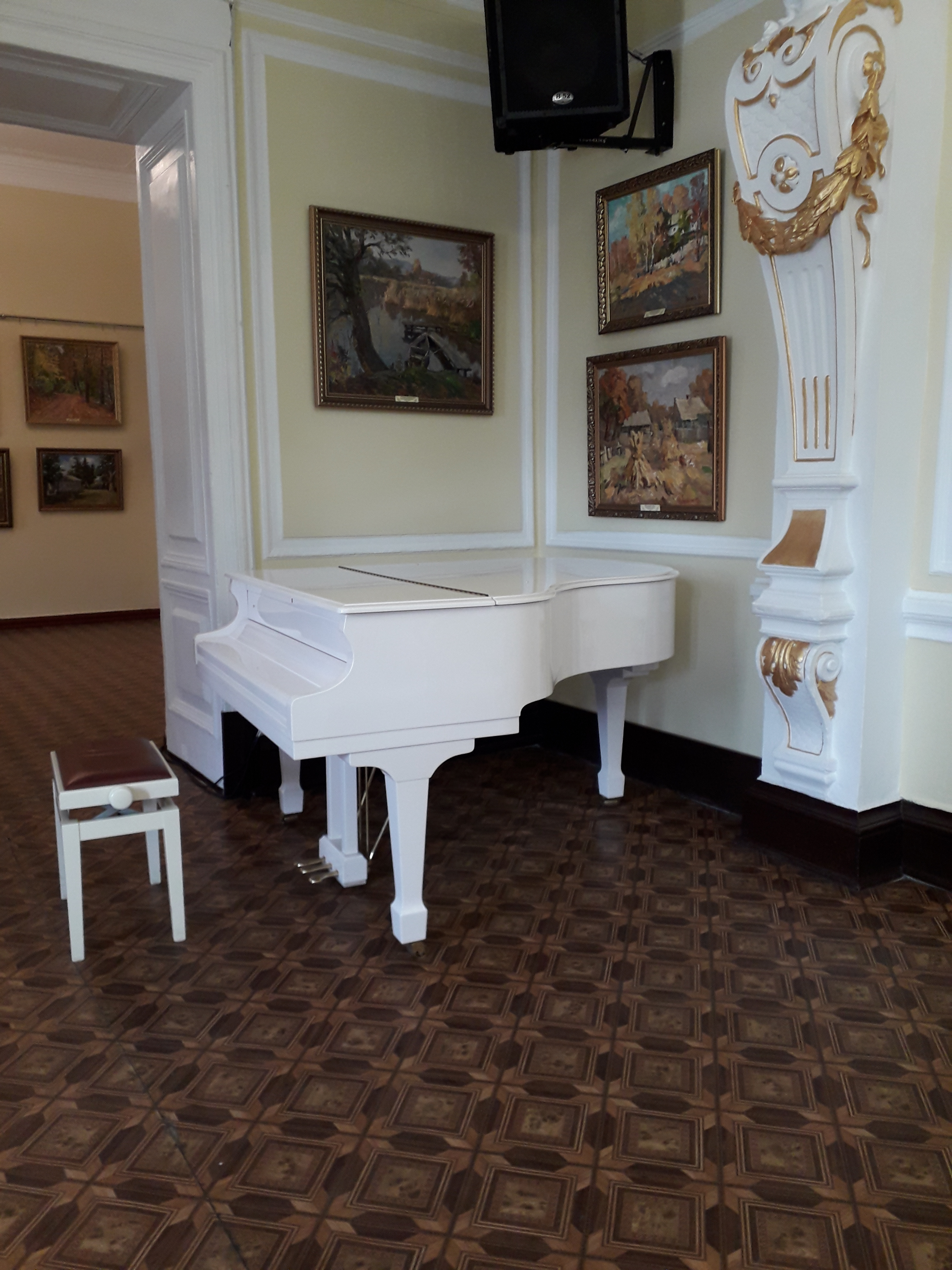
collection.

### La cour ronde

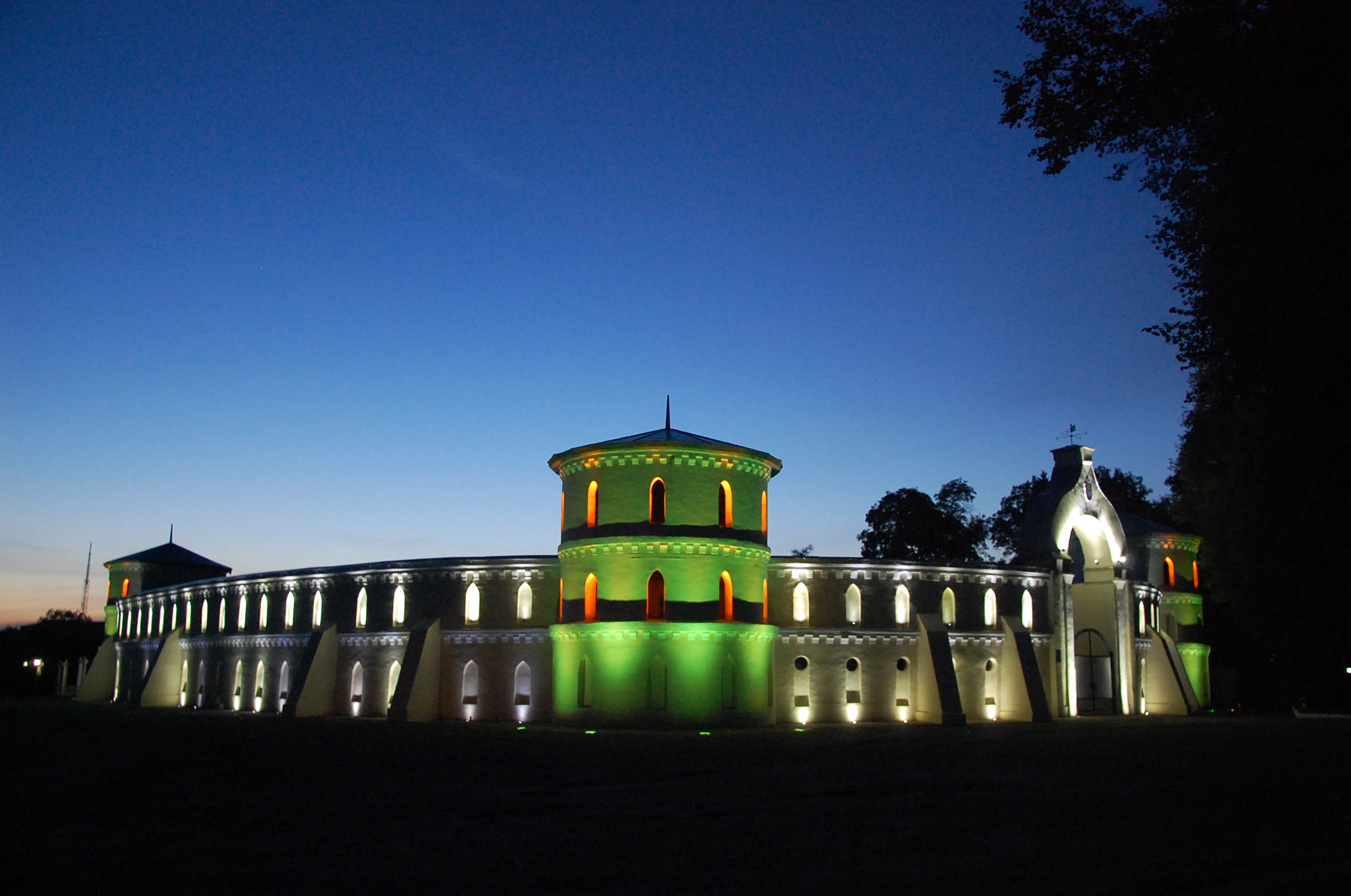
Cour ronde, classée.

### La grotte des nymphes

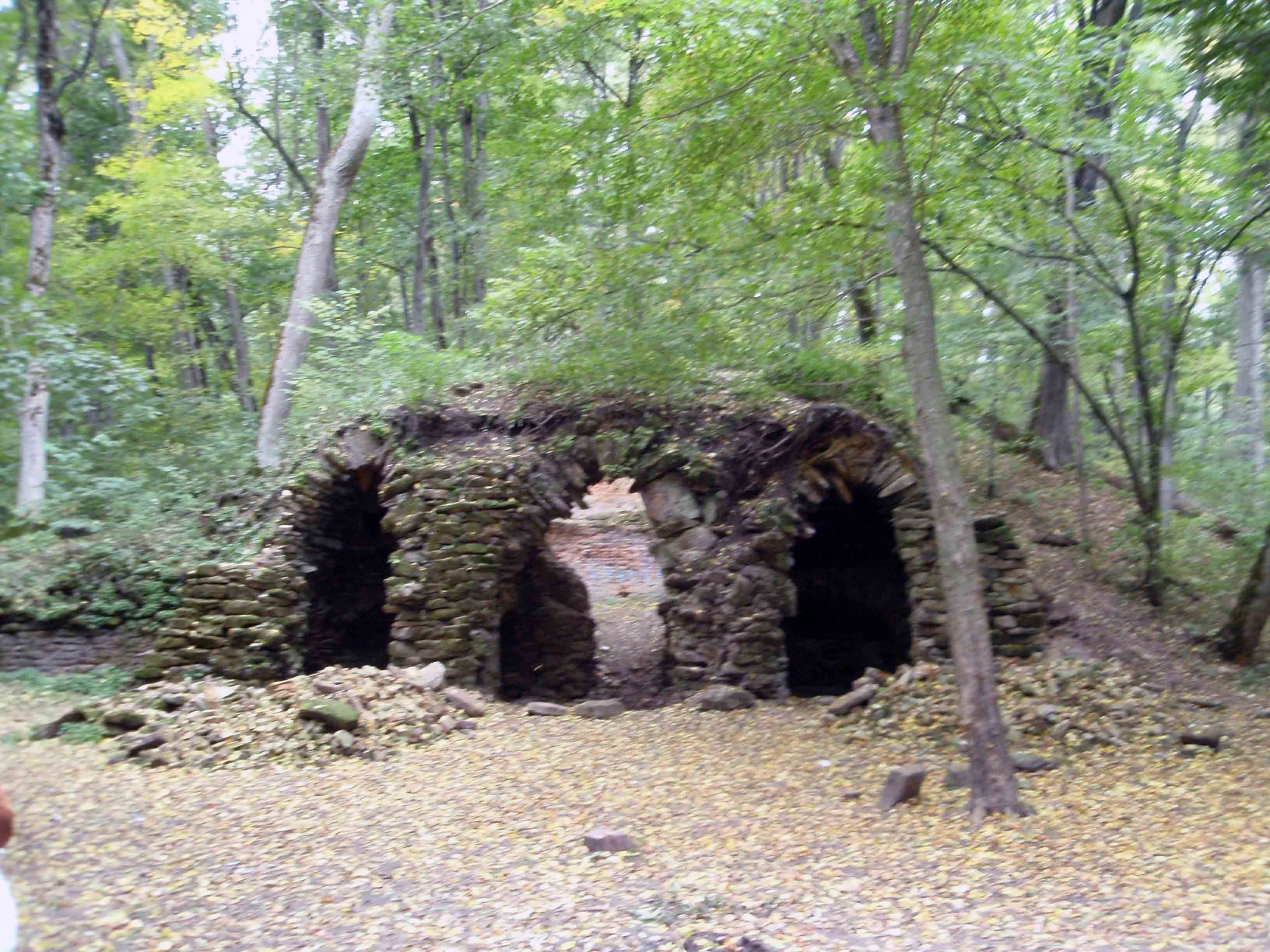
Grotte des nymphes, classée